# Spilopera crenularia
Spilopera crenularia là một loài bướm đêm trong họ Geometridae.